# Stadion Schützenmatte
Das Stadion Schützenmatte ist ein Sportstadion  mit Leichtathletikanlage im Bachlettenquartier in Basel. Es ist das Heimstadion des BSC Old Boys Basel und bildet zusammen mit den Rasen- und Tennisplätzen den westlichen Teil des Sportareals Schützenmatte. Die Zuschauerkapazität beträgt ca. 8'000 (6'000 Steh- und 2'000 Sitzplätze), kann aber heute bis zu 12'000 Personen aufgestockt werden.
Während des Neubaus des St. Jakob-Parks (1998–2001) war die Schützenmatte das temporäre Heimstadion des FC Basel.